# Francisco de Erbach-Erbach

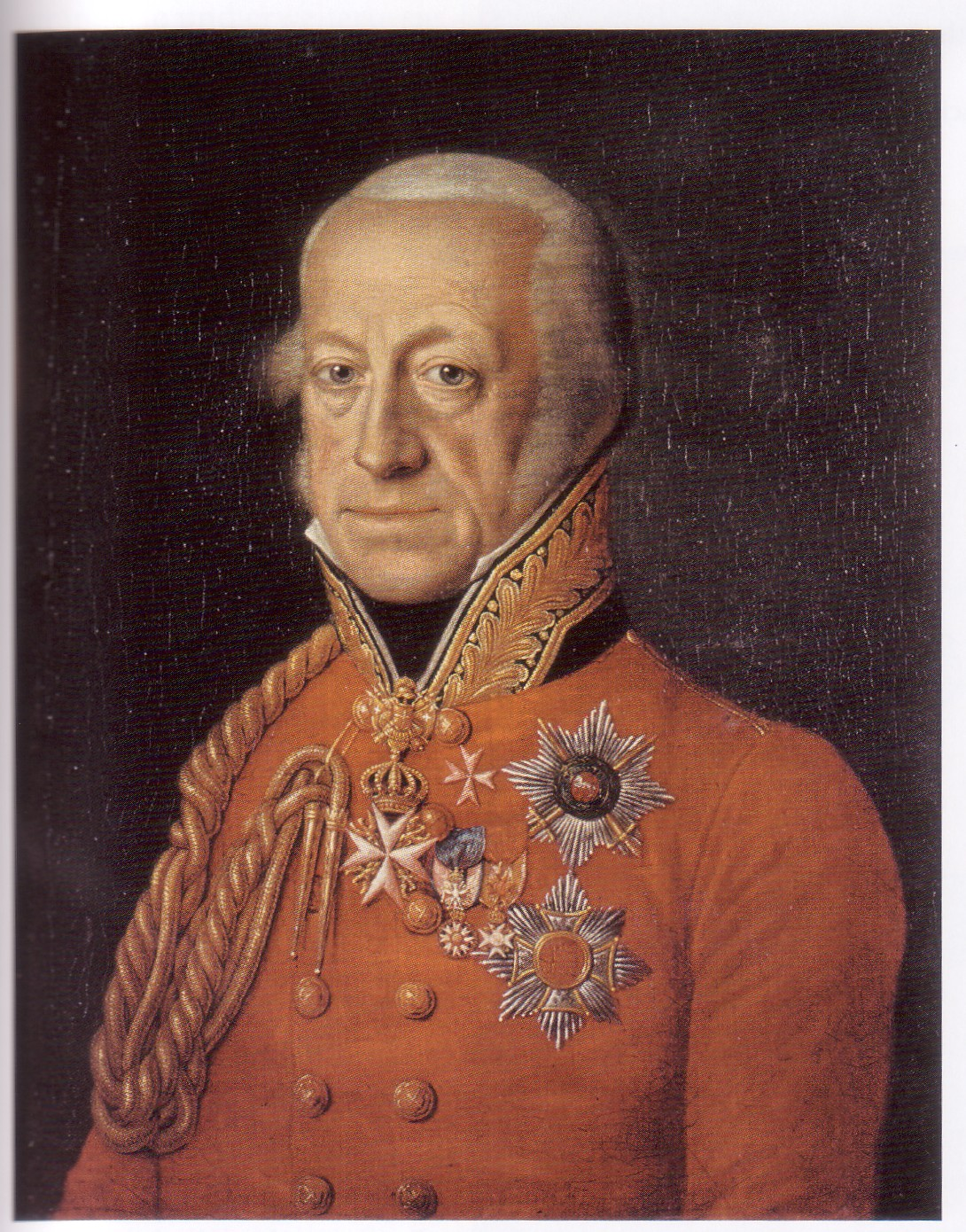
Franz I. Graf zu Erbach-Erbach

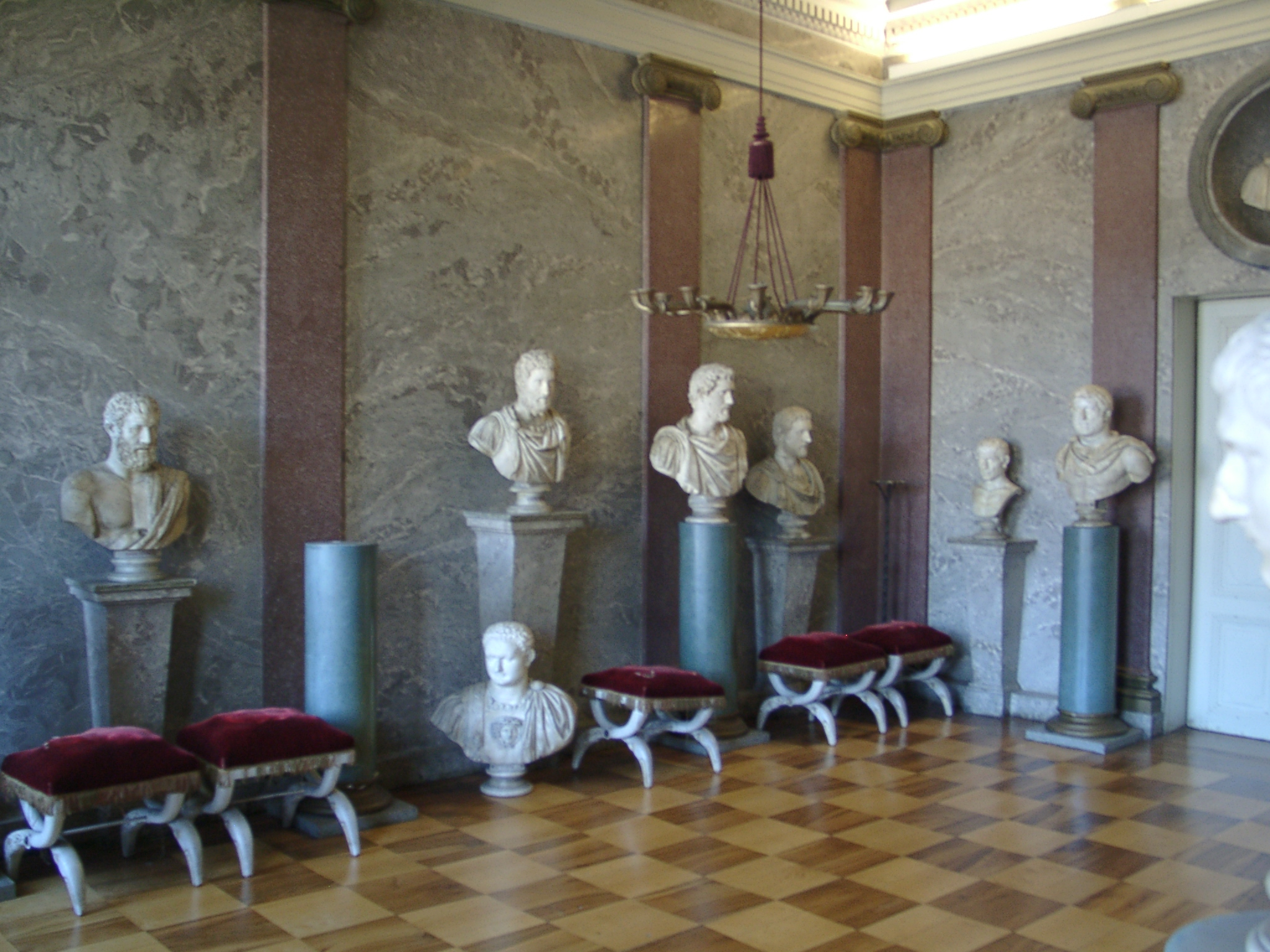
Colección de antigüedades en el Palacio de Erbach.

El Conde Francisco de Erbach-Erbach (en alemán Franz Graf zu Erbach-Erbach; 29 de octubre de 1754 - 8 de marzo de 1823) fue un noble alemán y coleccionista de arte.

## Biografía
Francisco nació en Erbach im Odenwald en 1754. De 1769 a 1773, estudió ciencias políticas e historia en Lausana, Estrasburgo y París. También viajó extensamente a Londres, Bruselas, La Haya, Berlín, Dresde e Italia. Mientras estuvo en Roma, conoció a quienes serían una influencia en su vida, entre ellos Ennio Quirino Visconti y Johann Friedrich Reiffenstein.
Como Conde de Erbach, puso especial atención en la agricultura, el comercio y el transporte. A través de la influencia de Reiffenstein y Visconti, Francisco empezó su propia colección de arte. Esta colección ahora se alberga en el Palacio de Erbach. Dedicó su catálogo completo de arte a Reiffenstein. También fue pionero de la eboraria en Erbach, y su colección de marfil ahora forma parte del Museo Alemán del Marfil de Erbach. Murió en Erbach en 1823.
Contrajo matrimonio con Carlota Luisa Polixena, Princesa de Leiningen, y tuvieron hijos.